# Харелль, Марта
Марта Харелль (нем. Marte Harell; при рождении Марта Шёмиг (Martha Schömig), в замужестве Хартль (Martha Hartl); 4 января 1907, Вена — 12 марта 1996, Вена) — австрийская актриса
.
Марта родилась в семье архитектора Рудольфа Шёмига. 2 февраля 1930 года она вышла замуж за кинопродюсера Карла Хартля. Она обучалась актёрскому мастерству у Маргит фон Толнай и на семинаре Макса Рейнхардта. В 30 лет дебютировала в Театре в Йозефштадте. Позднее служила в различных немецких театрах. Благодаря мужу Марта Харелль дебютировала в кино сразу в главной женской роли в фильме Гезы фон Больвари «Бал в опере» (1939), за которым последовали ещё несколько известных лент. Чаще всего ей доставались роли сильных женщин, определявших ход событий в сюжете.
Похоронена на венском Хитцингском кладбище рядом с супругом. В венском Лизинге её имя носит один из переулков.

## Фильмография
| - 1939: Бал в опере — Opernball - 1940: Rosen in Tirol - 1940: Traummusik - 1940: Wiener G’schichten - 1941: Dreimal Hochzeit - 1942: Brüderlein fein - 1942: Die heimliche Gräfin - 1943: Der dunkle Tag - 1943: Frauen sind keine Engel - 1943: Tolle Nacht - 1944: Romantische Brautfahrt - 1944: Schrammeln - 1944: Umwege zu dir - 1946: Летучая мышь — Die Fledermaus - 1946: Glaube an mich - 1948: Nach dem Sturm | - 1950: Erzherzog Johanns große Liebe - 1951: Wiener Walzer - 1952: Du bist die Rose vom Wörthersee - 1953: Liebeskrieg nach Noten - 1955: Der Kongreß tanzt - 1955: Spionage - 1958: Im Prater blüh’n wieder die Bäume - 1963: Begegnung in Salzburg - 1964: Die große Kür - 1968: Otto ist auf Frauen scharf - 1972: Sie nannten ihn Krambambuli - 1973: Abenteuer eines Sommers - 1973: Van der Valk und die Reichen - 1974: Mord im Ministerium - 1981: Бокерер — Der Bockerer - 1982: Zug der Schatten |